# Nils Johan Heerman
Nils Johan Heerman, född 1728 i Sölvesborgs stadsförsamling, död 1816, var en svensk borgmästare, riksdagsledamot och politiker.

## Biografi
Nils Johan Heerman föddes 1728 i Sölvesborgs stadsförsamling. Han arbetade som sadelmakare och handlande i Sölvesborg. Heerman avled 1816.
Heerman var riksdagsledamot för borgarståndet i Sölvesborg vid riksdagen 1769–1770 och riksdagen 1771–1772.
Heerman gifte sig med Katarina Wahlgren.